# Sportåret 1969

## Händelser

### Amerikansk fotboll
- New York Jets besegrar Baltimore Colts med 16 – 7 i Super Bowl III mellan segrarna i NFL- och AFL-finalerna 1968.
- Minnesota Vikings besegrar Cleveland Browns med 27 - 7 i NFL-finalen.
- Kansas City Chiefs besegrar Oakland Raiders med  17 - 7 i AFL-finalen.
- Den amerikanska collegefotbollens 100-årsjubileum präglas av rasbråk.[1]

### Bandy
- 16 februari -  Sovjet vinner världsmästerskapet i Sverige före Sverige och Finland.[2]
- 9 mars - Katrineholms SK blir svenska mästare genom att finalslå Brobergs IF med 5-1 inför 13 072 åskådare på Söderstadion i Stockholm.[3][4]

### Baseboll
- 16 oktober - National League-mästarna New York Mets vinner World Series med 4-1 i matcher över American League-mästarna Baltimore Orioles.[5]

### Basket
- 5 oktober - Sovjet vinner herrarnas Europamästerskap i Italien genom att finalslå Jugoslavien med 81-72.[6]

### Bordtennis

#### VM

##### Herrdubbel
Hans Alsér och Kjell "Hammaren" Johansson försvarar sitt första guld från 1967.

### Boxning
- På grund av oenighet mellan olika boxningsförbund finns under året liksom under 1968 två världsmästare nämligen
- Joe Frazier
- Jimmy Ellis

### Cykel
- Harm Ottenbros, Nederländerna vinner landsvägsloppet vid VM
- Felice Gimondi, Italien vinner Giro d'Italia för andra gången
- Eddy Merckx, Belgien vinner Tour de France
- Roger Pingeon, Frankrike vinner Vuelta a España
- Bröderna Fåglum Pettersson, VM i lagtempo, Brno

### Fotboll
- 26 april - Manchester City FC vinner FA-cupfinalen mot Leicester City FC med 1-0 på Old Trafford i Manchester.[7]
- 21 maj - Slovan Bratislava vinner Europeiska cupvinnarcupen genom att besegra FC Barcelona med 3–2 i finalen på Sankt Jakob-Stadion i Basel.[8]
- 28 maj - AC Milan vinner Europacupen för mästarlag genom att besegra AFC Ajax med 4–1 i finalen på Santiago Bernabéu-stadion i Madrid.[8]
- 11 juni - Newcastle United vinner Mässcupen genom att besegra Újpest FC i finalerna.[8]
- 23 juni – IFK Norrköping vinner Svenska cupen genom att finalslå AIK med 1-0 i Solna.[9]
- Okänt datum – Gianni Rivera, Italien, utses till Årets spelare i Europa.
- Okänt datum – Sju lag anmäler sig när en damserie i Skåne drar igång. Ursprungligen deltar främst handbollstjejer.[10]

#### Ligasegrare / resp. lands mästare
- Belgien - Standard Liège
- England - Leeds United AFC
- Frankrike - AS Saint-Étienne
- Italien - ACF Fiorentina
- Nederländerna – Feyenoord
- Skottland - Celtic FC
- Spanien - Real Madrid CF
- Sverige - IFK Göteborg
- Västtyskland - FC Bayern München

### Friidrott
- 31 december - Juan Martínez, Mexiko vinner Sylvesterloppet i São Paulo.[11]
- Yoshiaki Unetani, Japan vinner herrklassen vid Boston Marathon.[12] medan Sara Mae Berman, USA vinner damklassen, som är inofficiell [13]

### Golf

#### Herrar
- The Masters vinns av George Archer, USA
- US Open vinns av Orville Moody, USA
- British Open vinns av Tony Jacklin, Storbritannien
- PGA Championship vinns av Ray Floyd, USA
- Mest vunna vinstpengar på PGA-touren: Frank Beard, USA med $164 707

##### Ryder Cup
- USA – Storbritannien 16 – 16, varigenom USA behåller priset.

#### Damer
- US Womens Open – Donna Caponi, USA
- LPGA Championship – Betsy Rawls, USA
- Mest vunna vinstpengar på LPGA-touren: Carol Mann, USA med $49 152

### Ishockey
- 23 februari - Leksands IF blir svenska mästare för första gången genom serieseger före Brynäs IF och Västra Frölunda IF.[14]
- 30 mars - Sovjetunionen vinner världsmästerskapet i Stockholm i Sverige före Sverige och Tjeckoslovakien.[15]
- 4 maj - Stanley Cup vinns av Montreal Canadiens som besegrar Saint Louis Blues med 4 matcher mot 0 i slutspelet.[16]
- 12 oktober - CSKA Moskva, Sovjet vinner Europacupen genom att vinna finalserien mot Klagenfurter AC, Österrike.[17]
- 8 december - Sovjetunionen vinner Izvestijaturneringen i Moskva före Kanada och Tjeckoslovakien.[18]
- Okänt datum – Målvakten Karen Koch skriver proffskontrakt med Marquette Iron Rangers[19] och blir första kvinnan att spela professionell ishockey i Nordamerika.[20]

### Konståkning

#### VM
- Herrar – Tim Wood, USA
- Damer – Gabriele Seyfert, Östtyskland
- Paråkning – Irina Rodnina & Aleksej Ulanov, Sovjetunionen
- Isdans - Diane Towler & Bernard Ford, Storbritannien

#### EM
- Herrar - Ondrej Nepela, Tjeckoslovakien
- Damer – Gabriele Seyfert, Östtyskland
- Paråkning – Irina Rodnina & Aleksej Ulanov, Sovjetunionen
- Isdans - Diane Towler & Bernard Ford, Storbritannien

### Motorsport

#### Formel 1
- 19 oktober - Världsmästare blir Jackie Stewart, Storbritannien.

#### Motocross
- Bengt Åberg, Sverige blir världsmästare i 500cc-klassen på en Husqvarna.

#### Rally
- Harry Källström, Sverige vinner Europamästerskapet.
- Svenskarna Björn Waldegård och Lars Helmer vinner Monte Carlo-rallyt.

#### Speedway
- Världsmästare blir Ivan Mauger, Nya Zeeland.

#### Sportvagnsracing
- Den tyska biltillverkaren Porsche vinner sportvagns-VM.
- Jacky Ickx och Jackie Oliver vinner Le Mans 24-timmars med en Ford GT40.

### Skidor, alpint

#### Herrar

##### Världscupen
- Totalsegrare: Karl Schranz, Österrike
- Slalom: Jean-Noël Augert, Frankrike
- Storslalom: Karl Schranz, Österrike
- Störtlopp: Karl Schranz, Österrike

##### SM
- Slalom vinns Rune Lindström, Sollefteå AK. Lagtävlingen vinns av Åre SLK:
- Storslalom vinns av Rune Lindström, Sollefteå AK. Lagtävlingen vinns av Åre SLK.
- Störtlopp vinns av Anders Hansson, Åre SLK. Lagtävlingen vinns av Åre SLK.

#### Damer

##### Världscupen
- Totalsegrare: Gertrud Gabl, Österrike
- Slalom: Gertrud Gabl, Österrike
- Storslalom: Marilyn Cochran, USA
- Störtlopp: Wiltrud Drexel, Österrike

##### SM
- Slalom vinns av Karin Aspelin, IFK Mora. Lagtävlingen vinns av Östersund-Frösö SLK.
- Storslalom vinns av Monica Hermansson, Avesta SLK. Lagtävlingen vinns av Östersund-Frösö SLK.
- Störtlopp vinns av Lena Wilhelmsson, Östersund-Frösö SLK. Lagtävlingen vinns av Östersund-Frösö SLK.

### Skidor, längdåkning

#### Herrar
- 2 mars - Janne Stefansson, Sälens IF vinner Vasaloppet.[21] för sjunde gången

##### SM
- 15 km vinns av Ingvar Sandström, Lycksele IF. Lagtävlingen vinns av Lycksele IF.
- 30 km vinns av Hunnar Larsson, Hulåns IF. Lagtävlingen vinns av Lycksele IF.
- 50 km vinns av Assar Rönnlund, IFK Umeå. Lagtävlingen vinns av Sälens IF.
- Stafett 3 x 10 km vinns av Hammerdals IF med laget  Bjarne Andersson, Melcher Risberg och Jan Halvarsson .

#### Damer

##### SM
- 5 km vinns av Barbro Tano, IFK Kiruna. Lagtävlingen vinns av Offerdals SK.
- 10 km vinns av Barbro Tano, IFK Kiruna. Lagtävlingen vinns av Offerdals SK.
- Stafett 3 x 5 km vinns av Offerdals SK med laget  Birgitta Lindqvist, Ruth Petrusson och Lilian Ohlsson .

### Skidskytte

#### VM
Herrar
- 20 km
  - Aleksandr Tichonov, Sovjetunionen
- Stafett 4 x 7,5 km
  - Sovjetunionen

### Skridskolöpning

#### VM

##### Herrar
- Sammanlagt
  - Dag Fornæss, Norge

### Tennis

#### Herrar
- Tennisens Grand Slam: Rod Laver Australien tar hem sin andra fullständiga ”Grand Slam” under samma år.
  - Australiska öppna - Rod Laver, Australien
  - Franska öppna - Rod Laver, Australien
  - Wimbledon - Rod Laver, Australien
  - US Open - Rod Laver, Australien

##### Davis Cup
- 21 september - USA vinner Davis Cup genom att finalbesegra Rumänien med 5-0 i Cleveland.[22]

#### Damer
- Tennisens Grand Slam:
  - Australiska öppna - Margaret Smith Court, Australien
  - Franska öppna - Margaret Smith Court, Australien
  - Wimbledon - Ann Jones, Storbritannien
  - US Open - Margaret Smith Court, Australien
- 25 maj - USA vinner Federation Cup genom att finalbesegra Australien med 3-0 i Paris.[23]

## Evenemang
- VM i bandy arrangeras i Vänersborg, Lidköping, Örebro, Katrineholm och Uppsala i Sverige samt i Uleåborg i Finland.
- VM i cykel arrangeras i Zolder, Belgien.
- VM i ishockey arrangeras i Stockholm, Sverige.
- VM i konståkning arrangeras i Colorado Springs, USA.
- VM i skidskytte arrangeras i Zakopane, Polen.
- VM i skridskolöpning arrangeras i Deventer, Nederländerna.
- VM i speedway arrangeras på Wembley Stadium i London, England.
- EM i konståkning arrangeras i Garmisch-Partenkirchen, Västtyskland

## Födda
- 3 januari – Michael Schumacher, tysk racerförare.
- 6 januari – Ari Sulander, finländsk ishockeymålvakt.
- 13 januari – Stefania Belmondo, italiensk längdåkare.
- 1 februari – Gabriel Batistuta, argentinsk fotbollsspelare.
- 3 februari
  - Retief Goosen, sydafrikansk professionell golfspelare.
  - Paolo Roberto, svensk proffsboxare, TV-programledare och skådespelare.
  - Dick Last, svensk fotbollsspelare
- 7 februari – Viktor Majgurov, rysk skidskytt.
- 12 februari
  - Petra Kronberger, österrikisk alpin skidåkare.
  - Steve Backley, brittisk friidrottare.
- 15 februari – Fulvio Valbusa, italiensk längdåkare.
- 16 februari – Fermín Cacho, spansk friidrottare.
- 22 februari – Brian Laudrup, dansk fotbollsspelare.
- 23 februari – Michael Campbell, nyzeeländsk golfspelare.
- 23 mars – Fredrik Nyberg, svensk alpin skidåkare.
- 5 april – Pontus Kåmark svensk fotbollsspelare.
- 13 april – Stefan Schwarz svensk fotbollsspelare.
- 28 april – Carl Rosenblad, svensk racerförare.
- 10 maj – Dennis Bergkamp, nederländsk fotbollsspelare.
- 22 maj – Jörg Rosskopf, tysk bordtennisspelare.
- 14 juni – Steffi Graf, tysk tennisspelare.
- 15 juni – Oliver Kahn, tysk fotbollsspelare.
- 17 juni
  - Paul Tergat, kenyansk friidrottare.
  - Patric Kjellberg, svensk ishockeyspelare.
- 21 juni – Gabriella Paruzzi, italiensk längdåkare.
- 5 juli – John LeClair, amerikansk ishockeyspelare.
- 7 juli – Joe Sakic, kanadensisk ishockeyspelare.
- 17 juli – Jaan Kirsipuu, estländsk professionell cyklist.
- 6 augusti – Patrick Sandell, svensk bandyspelare.
- 13 augusti – Midori Ito, japansk konståkare.
- 28 augusti – Joakim Haeggman, svensk professionell golfspelare.
- 3 september
  - Robert Karlsson, svensk golfspelare.
  - Hidehiko Yoshida, japansk judoutövare.
- 5 oktober – Boo Ahl, svensk ishockeymålvakt.
- 17 oktober – Ernie Els, sydafrikansk professionell golfspelare.
- 19 oktober – Dieter Thoma, tysk backhoppare.
- 26 oktober – Sarina Wiegman, nederländsk fotbollsspelare och -tränare.
- 21 november – Ken Griffey Jr., amerikansk basebollspelare.
- 22 november – Katrin Krabbe, tysk friidrottare.
- 28 november – Sonia O’Sullivan, irländsk friidrottare.
- 29 november
  - Tomas Brolin svensk fotbollsspelare.
  - Mariano Rivera, panamansk basebollspelare.
- 3 december – Halvard Hanevold, norsk skidskytt.
- 13 december - Sergej Fjodorov, rysk ishockeyspelare.
- 18 december – Santiago Cañizares, spansk fotbollsspelare.
- 22 december - Mats Lilienberg, svensk fotbollsspelare.

## Avlidna
- 28 februari – Albert Bovin, svensk mästare i höjdhopp.
- 1 juni – Ivar Ballangrud, norsk skridskolöpare.
- 21 juni - Maureen Connolly, amerikansk tennisspelare.
- 23 juni – Volmari Iso-Hollo, finländsk friidrottare.
- 31 augusti – Rocky Marciano, amerikansk tungviktsboxare.
- 6 oktober - Walter Hagen, amerikansk golfspelare.
- 12 oktober - Sonja Henie, norsk-amerikansk skådespelare och konståkare, olympisk guldmedaljör.

### Fotnoter
1. ↑  Oriard, Michael (3 september 2009). ”College Football's Season of Discontent:How today's game was shaped by the racial strife of 1969”. Slate. http://www.slate.com/id/2227095/.
2. ↑  ”World Championships 1968/69” (på engelska). Bandysidan. http://www.bandysidan.nu/event.php?EVID=83. Läst 20 augusti 2011.
3. ↑  Erik Jonsson (9 mars 1969). ”1960–1969”. Svenska Bandyförbundet. Arkiverad från originalet den 17 mars 2020. https://web.archive.org/web/20200317215222/https://www.svenskbandy.se/BANDYFINALEN/HISTORIK/Svenskamastare/Herrar/1960-1969. Läst 18 mars 2020.
4. ↑  ”Håkan Henriksson har avlidit”. Katrineholmskuriren. 30 december 2009. Arkiverad från originalet den 31 december 2009. https://web.archive.org/web/20091231212223/http://kkuriren.se/manskligt/dodsfall/1.589213. Läst 2 september 2011.
5. ↑  ”1969 World Series” (på engelska). Baseball-Reference.com. http://www.baseball-reference.com/postseason/1969_WS.shtml. Läst 10 juli 2015.
6. ↑  ”Sport Statistics”. http://todor66.com/basketball/Europe/Men_1969.html. Läst 24 augusti 2011.
7. ↑  ”England FA Challenge Cup 1968-1969” (på engelska). RSSSF. http://www.rsssf.com/tablese/engcup1969.html. Läst 19 augusti 2012.
8. 1 2 3  ”European Competitions 1968-69” (på engelska). RSSSF. http://www.rsssf.com/ec/ec196869.html#cwc. Läst 16 augusti 2011.
9. ↑  Jimmy Lindahl (28 juli 2005). ”Svenska cupen – finalmatcher”. Bolletinen. http://www.bolletinen.se/sfs/pdf/stat_h_allsvens_1941_2005_stat_herr_cupen_finalmatcher.pdf. Läst 21 augusti 2012.
10. ↑   (på svenska)Fotbollmagasinet (6). 1996.
11. ↑  ”1960” (på portugisiska). Sylvesterloppet. Arkiverad från originalet den 1 mars 2014. https://web.archive.org/web/20140301030919/http://www.saosilvestre.com.br/1960. Läst 19 augusti 2012.
12. ↑  ”Boston Marathon”. Arkiverad från originalet den 27 april 2015. https://web.archive.org/web/20150427035419/http://www.baa.org/races/boston-marathon/boston-marathon-history/past-champions/past-mens-open-champions.aspx. Läst 9 april 2011.
13. ↑  ”Boston Marathon”. Arkiverad från originalet den 7 mars 2012. https://web.archive.org/web/20120307073943/http://www.baa.org/races/boston-marathon/boston-marathon-history/past-champions/past-womens-open-champions.aspx. Läst 9 april 2011.
14. ↑  ”Championnat de Suède 1968/69” (på franska). Hockey Archives. 23 februari 1969. https://www.hockeyarchives.info/Suede1969.htm. Läst 15 augusti 2011.
15. ↑  ”Championnats du monde 1969” (på franska). Hockey Archives. 30 mars 1969. https://www.hockeyarchives.info/mondial1969.htm. Läst 15 augusti 2011.
16. ↑  ”NHL 1968/69” (på franska). Hockey Archives. https://www.hockeyarchives.info/NHL1969.htm. Läst 23 mars 2020.
17. ↑  ”Coupe d'Europe 1968/69” (på franska). Hockey Archives. 12 oktober 1969. https://www.hockeyarchives.info/Europe1969.htm. Läst 9 september 2012.
18. ↑  ”Matches internationaux 1969/70” (på franska). Hockey Archives. 8 december 1969. https://www.hockeyarchives.info/inter1970.htm. Läst 20 augusti 2012.
19. ↑  ”Karen Koch: Iron Ranger Goalie”. marquetteironrangers.com. Arkiverad från originalet den 14 juli 2011. https://web.archive.org/web/20110714041722/http://www.marquetteironrangers.com/kar.htm. Läst 24 februari 2011.
20. ↑  First Female Hockey Player Made Debut in 1969" Wisconsin Hockey News, 15 augusti 2000
21. ↑  ”Historiska segrare”. Vasaloppet. Arkiverad från originalet den 22 mars 2020. https://web.archive.org/web/20200322121012/https://www.vasaloppet.se/wp-content/uploads/sites/1/2019/09/historiska_segrare_vasaloppet_sve_2019-09-18.pdf. Läst 5 september 2011.
22. ↑  ”Davis Cup”. http://www.daviscup.com/en/results/tie/details.aspx?tieId=10005329. Läst 20 augusti 2011.
23. ↑  ”Fed Cup”. Arkiverad från originalet den 24 mars 2012. https://web.archive.org/web/20120324134240/http://www.fedcup.com/en/results/tie/details.aspx?tieId=20003779. Läst 21 augusti 2011.